# Critérium des 5 ans
Critérium des 5 ans är ett årligt travlopp för 5-åriga franskfödda varmblod som körs på Vincennesbanan i Paris i Frankrike i september. Det är ett Grupp 1-lopp, det vill säga ett lopp av högsta internationella klass. Loppet körs över distansen 3000 meter och förstapris är 135 000 euro.

## Vinnare
| År   | Häst               | Efter              | Kusk                  | Tränare               | Tvåa               | Trea               | Tid    |
| ---- | ------------------ | ------------------ | --------------------- | --------------------- | ------------------ | ------------------ | ------ |
| 2024 | Josh Power         | Offshore Dream     | Sébastien Ernault     | Sébastien Ernault     | Jushua Tree        | Just Love You      | 1.11,8 |
| 2023 | Idao de Tillard    | Severino           | Clément Duvaldestin   | Thierry Duvaldestin   | Inmarosa           | It's A Dollarmaker | 1.11,7 |
| 2022 | Hussard du Landret | Bird Parker        | Benoît Robin          | Benoît Robin          | Hohneck            | Happy Valley       | 1.12,4 |
| 2021 | Galius             | Love You           | Yoann Lebourgeois     | Séverine Raimond      | Gangster du Wallon | Ganay de Banville  | 1.13,0 |
| 2020 | Face Time Bourbon  | Ready Cash         | Björn Goop            | Sébastien Guarato     | Feliciano          | Flamme du Goutier  | 1.12,1 |
| 2019 | Eugénito du Noyer  | Saxo de Vandel     | Éric Raffin           | Jean-Michel Baudouin  | Ènino du Pommereux | Épic Julry         | 1.12,2 |
| 2018 | Davidson du Pont   | Pacha du Pont      | Jean-Michel Bazire    | Jean-Michel Bazire    | Délia du Pommereux | Détroit Castelets  | 1.12,5 |
| 2017 | Carat Williams     | Prodigious         | David Thomain         | Sébastien Guarato     | Charly du Noyer    | Coquin Bébé        | 1.13,0 |
| 2016 | Bold Eagle         | Ready Cash         | Franck Nivard         | Sébastien Guarato     | Bélina Josselyn    | Baltic Charm       | 1.14,0 |
| 2015 | Ave Avis           | Kesaco Phedo       | Jean-Michel Bazire    | Jean-Michel Bazire    | Akim du Cap Vert   | Africaine          | 1.12,6 |
| 2014 | Vabellino          | Ouragan de Celland | Éric Raffin           | Sébastien Guarato     | Vulcain de Vandel  | Viking de Val      | 1.12,7 |
| 2013 | Up and Quick       | Buvetier d'Aunou   | Franck Nivard         | Franck Leblanc        | Uhlan du Val       | Univers de Pan     | 1.11,5 |
| 2012 | The Best Madrik    | Coktail Jet        | Christophe Martens    | Jean-Étienne Dubois   | Tintin d'Écouves   | Timoko             | 1.12,9 |
| 2011 | Scoop d'Yvel       | Quadrophénio       | Mathieu Fribault      | Daniel Béthouart      | Sévérino           | Santa Rosa France  | 1.12,7 |
| 2010 | Roc Meslois        | Look de Star       | Pierre Belloche       | Pierre Belloche       | Renommée d'Obret   | Récia du Closet    | 1.13,4 |
| 2009 | Queen's Glory      | Love You           | Jean-Philippe Dubois  | Jean-Philippe Dubois  | Quarla             | Quilien d'Isques   | 1.13,1 |
| 2008 | Paris Haufor       | Vivier de Montfort | Christian Bigeon      | Christian Bigeon      | Pirogue Jenilou    | Prince Gédé        | 1.13,3 |
| 2007 | Ozio Royal         | Cézio Josselyn     | Jean-Michel Bazire    | Jean-Michel Bazire    | Offshore Dream     | Oiseau de Feux     | 1.13,8 |
| 2006 | Notre Haufor       | Podosis            | Christian Bigeon      | Christian Bigeon      | Nouba du Saptel    | Nuage Noir         | 1.14,1 |
| 2005 | Meaulnes du Corta  | Voici du Niel      | Pierre Levesque       | Pierre Levesque       | Mara Bourbon       | My Love Lady       | 1.14,4 |
| 2004 | Lady d'Auvrecy     | Dorenzo            | Sébastien Baude       | Franck Harel          | Lolo de Vauvert    | Loumana Flor       | 1.14,5 |
| 2003 | Kenya du Pont      | Baccarat du Pont   | David Janvier         | Jean-Luc Janvier      | Kérido du Donjon   | Karikal            | 1.14,9 |
| 2002 | Jasmin de Flore    | Vivier de Montfort | Joseph Verbeeck       | Michaël-Jean Ruault   | Jasoda             | Jalba du Pont      | 1.14,9 |
| 2001 | Ipson de Mormal    | Biesolo            | Ulf Nordin            | Ulf Nordin            | Ingen              | Ipsos de Montfort  | 1.13,7 |
| 2000 | Handy Horse        | Théo del Amor      | Jean-Claude Hallais   | Freddy Chaudet        | Hextasia Volo      | Hulk des Champs    | 1.15,9 |
| 1999 | Général du Pommeau | Sébrazac           | Jules Lepennetier     | Jules Lepennetier     | Goetmals Wood      | Giant Cat          | 1.13,6 |
| 1998 | Fleuron Perrine    | Ténor de Baune     | Jean-Baptiste Bossuet | Jean-Baptiste Bossuet | Finger Deus        | Filou de la Grille | 1.15,3 |
| 1997 | Élito de Manerbe   | Mon Ouiton         | Didier Brohier        | François Brohier      | Écho               | Élise du Donjon    | 1.15,5 |
| 1996 | Défi d'Aunou       | Armbro Goal        | Jean-Étienne Dubois   | Jean-Étienne Dubois   | Djames de Clermont | Dryade des Bois    | 1.16,1 |
| 1995 | Coktail Jet        | Quouky Williams    | Jean-Étienne Dubois   | Jean-Étienne Dubois   | Camino             | Capitole           | 1.15,9 |
| 1994 | Balou Boy          | Moscantido         | Yves Dreux            | Yves Dreux            | Bahama             | Blue Dream         | 1.15,7 |
| 1993 | Avenir de Sée      | Quito de Talonay   | Ulf Nordin            | Ulf Nordin            | Autour d'Aunou     | Alpha Barbés       | 1.17,3 |
| 1992 | Vivier de Montfort | Kronos du Vivier   | Christian Bigeon      | Christian Bigeon      | Vourasie           | Vivaldi de Chenu   | 1.17,2 |
| 1991 | Ultra Ducal        | Buffet II          | Paul Viel             | Paul Viel             | Uri                | Uzo Charmeur       | 1.17,1 |
| 1990 | Ténor de Baune     | Le Loir            | Jean-Baptiste Bossuet | Jean-Baptiste Bossuet | Tabac Blond        | Tak Tak            | 1.16,5 |
| 1989 | Sébrazac           | Éjakval            | Michel Roussel        | Jean-Lou Peupion      | Stirwen            | Sabre d'Avril      | 1.17,7 |
| 1988 | Rêve d'Udon        | Éjakval            | Yves Dreux            | Bernard Desmontils    | Rodrigo            | Royal Ludois       | 1.20,7 |
| 1987 | Quartz             | Granit             | Jean-Claude Hallais   | Jean-Claude Hallais   | Quito de Talonay   | Querdowa           | 1.17,1 |
| 1986 | Pan de la Vaudère  | Ruy Blas IV        | Jean-Claude Hallais   | Louis Decaudin        | Paugayen Port      | Pabeilo            | 1.17,9 |
| 1985 | Ourasi             | Greyhound          | Jean-René Gougeon     | Jean-René Gougeon     | Ogorek             | Omnifer            | 1.18,7 |
| 1984 | Noble Atout        | Ura                | Jan Kruithof          | Jan Kruithof          | Néric Barbés       | Noiraud des Etangs | 1.19,6 |
| 1983 | Mon Ouiton         | Kerjacques         | Léopold Verroken      | Léopold Verroken      | Madone             | Mon Tourbillon     | 1.20,2 |
| 1982 | Lurabo             | Ura                | Michel-Marcel Gougeon | Jean-Lou Peupion      | Lutin d'Isigny     | Lindsey            | 1.19,0 |
| 1981 | Kisin              | Vallenay           | Léopold Verroken      | Léopold Verroken      | Katinka            | Kaiser Trot        | 1.18,3 |
| 1980 | Jorky              | Kerjacques         | Léopold Verroken      | Léopold Verroken      | Javaza             | Jézabel d'Ouches   | 1.18,5 |
| 1979 | Idéal du Gazeau    | Alexis III         | Eugène Lefèvre        | Eugène Lefèvre        | Igor du Beauvoisin | Idylle Charmeuse   | 1.18,6 |
| 1978 | High Echelon       | Patara             | Jean-Pierre Dubois    | Jean-Pierre Dubois    | Himère             | Hêtre Vif          | 1.19,9 |
| 1977 | Girl Blanche       | Seddouk            | Gérard Mascle         | Gérard Mascle         | Garinella          | Gadamès            | 1.20,6 |
| 1976 | Feinte             | Kerjacques         | Jean-Pierre Viel      | Jean-Pierre Viel      | Feu Violet         | Feu Vert           | 1.21,5 |
| 1975 | Équiléo            | Paléo              | Bernard Froger        | Pierre-Désiré Allaire | Espoir de Sée      | Éléazar            | 1.20,3 |
| 1974 | Drassuh            | Hussard III        | Jacques Ensch         | Jacques Ensch         | Dark               | Dimitria           | 1.20,4 |
| 1973 | Catharina          | Fandango           | Jean-Pierre Viel      | Jean-Pierre Viel      | Casdar             | Canino             | 1.20,8 |
| 1972 | Bill D             | Kerjacques         | André-Louis Dreux     |                       | Buffet II          | Bellino II         | 1.20,4 |
| 1971 | Amyot              | Garde-Moi          | Michel-Marcel Gougeon |                       | Aramis IX          | Arménie            | 1.20,2 |
| 1970 | Vanina B           | Carioca II         | Jean-René Gougeon     |                       | Vinci II           | Vat                | 1.19,4 |
| 1969 | Upsalin            | Écusson            | Louis Sauvé           |                       | Uno                | Urielle            | 1.19,9 |
| 1968 | Ténébreuse D       | Fandango           | Henri Cogné           |                       | Tony M             | Toscan             | 1.20,0 |
| 1967 | Seigneur           | Vermont            | Michel-Marcel Gougeon |                       | Sabi Pas           | Sonore             | 1.21,7 |
| 1966 | Roquépine          | Atus II            | Henri Levesque        |                       | Ricotte            | Rex Grandchamp     | 1.22,1 |